# 십선계
십선계(十善戒)는 대승 보살의 적극적인 자비행으로 십선도를 말하는데 십선도를 알기 위해서는 먼저 실업설을 언급하지 않을 수 없다. 실업설은 연기의 진리에 의해 주체적 인간과 객체적 대상 사이에는 작용, 반응이라는 인과 관계가 성립되는 이러한 인과율에 입각한 실천 윤리라고 말할 수 있다.

## 십선업(십선계)
- 신체적 행위 3가지

1. 불살생(不殺生) : 살아 있는 것을 죽여서는 안 된다.
2. 불투도(不偸盜) : 도둑질을 해서는 안 된다.
3. 불사음(不邪淫) : 남녀의 도를 문란케 해서는 안 된다.

- 언어적 행위 4가지

1. 불망어(不妄語) : 거짓말을 해서는 안 된다.
2. 불기어(不綺語) : 현란스러운 말을 해서는 안 된다.
3. 불악구(不惡口) : 험담을 해서는 안 된다.
4. 불양설(不兩舌) : 이간질을 해서는 안 된다.

- 마음의 활동으로 3가지

1. 불탐욕(不貪欲) : 탐욕스러운 마음을 일으켜서는 안 된다.
2. 부진에(不瞋恚) : 화 내는 마음을 내서는 안 된다.
3. 불사견(不邪見) : 그릇된 견해를 가져서는 안 된다.